# Mustapha Abu Ali
 (mai 2023).
La mise en forme du texte ne suit pas les recommandations de Wikipédia : il faut le « wikifier ».
Les points d'amélioration suivants sont les cas les plus fréquents. Le détail des points à revoir est peut-être précisé sur la page de discussion.
- Les titres sont pré-formatés par le logiciel. Ils ne sont ni en capitales, ni en gras.
- Le texte ne doit pas être écrit en capitales (les noms de famille non plus), ni en gras, ni en italique, ni en « petit »…
- Le gras n'est utilisé que pour surligner le titre de l'article dans l'introduction, une seule fois.
- L'italique est rarement utilisé : mots en langue étrangère, titres d'œuvres, noms de bateaux, etc.
- Les citations ne sont pas en italique mais en corps de texte normal. Elles sont entourées par des guillemets français : « et ».
- Les listes à puces sont à éviter, des paragraphes rédigés étant largement préférés. Les tableaux sont à réserver à la présentation de données structurées (résultats, etc.).
- Les appels de note de bas de page (petits chiffres en exposant, introduits par l'outil «  Source ») sont à placer entre la fin de phrase et le point final[comme ça].
- Les liens internes (vers d'autres articles de Wikipédia) sont à choisir avec parcimonie. Créez des liens vers des articles approfondissant le sujet. Les termes génériques sans rapport avec le sujet sont à éviter, ainsi que les répétitions de liens vers un même terme.
- Les liens externes sont à placer uniquement dans une section « Liens externes », à la fin de l'article. Ces liens sont à choisir avec parcimonie suivant les règles définies. Si un lien sert de source à l'article, son insertion dans le texte est à faire par les notes de bas de page.
- La présentation des références doit suivre les conventions bibliographiques. Il est recommandé d'utiliser les modèles {{Ouvrage}}, {{Chapitre}}, {{Article}}, {{Lien web}} et/ou {{Bibliographie}}. Le mode d'édition visuel peut mettre en forme automatiquement les références.
- Insérer une infobox (cadre d'informations à droite) n'est pas obligatoire pour parachever la mise en page.

Pour une aide détaillée, merci de consulter Aide:Wikification.
Si vous pensez que ces points ont été résolus, vous pouvez retirer ce bandeau et améliorer la mise en forme d'un autre article.
Mustapha Abu Ali est un cinéaste palestinien né en 1940 à Maliha et décédé le 30 juillet 2009 à Jérusalem.

## Biographie
Né en 1940 à Maliha, en Palestine, Mustapha Abu Ali, considéré comme l’un des fondateurs du cinéma palestinien.
En 1967-1968, après des études de cinéma à Londres, il fonde avec les cinéastes Hany Jawhariyya et Sulafa Jadallah, sous l’égide du Fatah, une unité Cinéma à Amman, en Jordanie. 
En 1973, Mustapha Abu Ali contribue à la création du « Groupe du Cinéma Palestinien », destiné à favoriser le développement d’un cinéma palestinien qui soutienne la résistance nationale. Se rattachant à la mouvance du cinéma révolutionnaire, Mustapha Abu Ali réalise plus de trente films tout au long de sa carrière.

## Filmographie indicative
- 1969 : Non à la solution défaitiste (co-réalisation)
- 1971 : De toute mon âme et avec mon sang
- 1972 : Le Fatahland (El Arqoub)
- 1972 :  Agression sioniste
- 1973 : Scènes d'occupation à Gaza (court-métrage)
- 1974 : Actualités palestiniennes n°1 et 2 (co-réalisation)
- 1974 : Ils n'existent pas (court-métrage)
- 1975 : Le chemin de la victoire
- 1975 : Tel al-Zaatar
- 1978 : La Palestine dans l’œil